# Karl von Weber

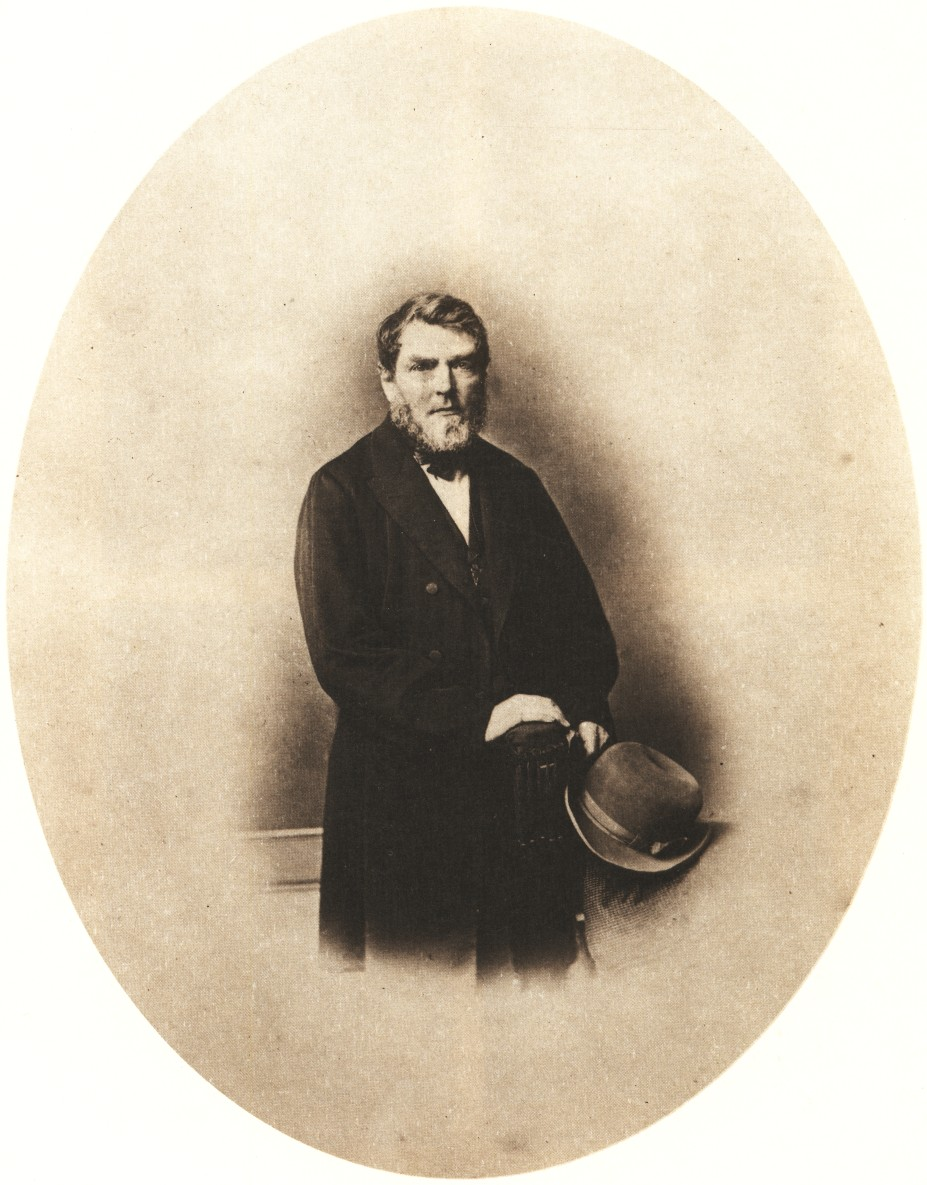
Karl von Weber.

Karl von Weber, född 1 januari 1806 i Dresden, död 18 juli 1879 i Loschwitz, var en tysk arkivarie och historiker.
Han studerade juridik och inträdde därefter på ämbetsmannabanan för att 1849 bli chef för sachsiska statsarkivet i Dresden. Med en liberalitet, som vid denna tid ännu var ovanlig, öppnade Weber arkivet för forskningen. Själv författade han, väsentligen med material ur Dresdenarkivet, ett antal arbeten med person- och kulturhistoriskt innehåll, bland vilka kan nämnas biografier över kurfurstinnorna Maria Antonia (1857) och Anna (1865) samt över Moritz av Sachsen (1863), vartill kommer samlingen Aus vier Jahrhunderten (1857–1861). Åren 1862–1879 utgav han "Neues Archiv für sächsische Geschichte".